# Щецинский портовый батальон Войск охраны пограничья
Щецинский портовый батальон Войск охраны пограничья или Щецинский портовый батальон ВОП (пол. Batalion Portowy WOP Szczecin), по документам в/ч 3064 (пол. JW 3064) — подразделение Войск охраны пограничья Польской Народной Республики, занимавшееся охраной морских границ страны. Специализированное подразделение в составе 12-й Поморской бригады ВОП.

## Образование
В соответствии с приказом Министерства общественной безопасности № 055/0rg. от 7 июня 1949 года в Щецине был сформирован отдельный батальон пограничного контроля в порте Щецина (пол. samodzielny batalion kontroli granicznej w Szczecinie-Porcie) по штату 94/1 и пять линейных пограничных застав. В соответствии с приказом Министерства общественной безопасности № 043/0rg. от 3 июня 1950 года батальону был присвоен номер войсковой части 3064, и он был преобразован в Щецинский портовый батальон ВОП по штату 094/6. В последующие годы претерпел неоднократные организационные изменения.
В 1950-е годы штаб батальона был переведён с дома 5 по улице Капитанской в дом 4 по улице Жолнерской, где находился штаб 12-й Поморской бригады ВОП. Батальон расформирован в соответствии с распоряжением Департамента ВОП № 028 от 25 апреля 1990 года.

## Командиры батальона
- майор Владислав Жарковский (1954 – 1 апреля 1956[2])
- подполковник Станислав Сковрон (1956–?)
- подполковник Хенрик Кулига
- подполковник Пётр Аурушкевич

## Организационная структура
- Командование и штаб[3]
- Рота командования[3]
- Резервная (учебная) рота — занималась обучением солдат для службы в составе батальона и для охраны аэродрома Окенце; также резерв батальона[3]
- Рота (пограничная застава) № 1 Чайки размещалась на Гданьской улице (ныне там заправка Neste), охраняла иностранные суда в районе перевалки навалочных грузов[3]
- Рота (пограничная застава) № 2 Куйоты — размещалась на улице ксендза Куйота 24, охраняла иностранные суда в районе перевалки генеральных грузов[3]
- Рота (пограничная застава) № 3 Сторады (пол. Storady)[3]
- Рота (пограничная застава) № 4 Големцёно (пол. Golęciono) — размещалась на улице Стжаловской 16, охраняла иностранные суда у причалов Хук, Мак и Хута, а также суда, принимавшие мелкую древесину в Тжебеже[пол.][3]
- Рота (пограничная застава) № 5 Полице (пол. Police)[3]

Структура на 1954 год:
- Пограничная застава № 1 Полице (пол. Police)
- Пограничная застава № 2 Големцин (пол. Golęcin)
- Пограничная застава № 3 Щецин (пол. Szczecin)
- Пограничная застава № 4 Щецин (пол. Szczecin)
- Пограничная застава № 5 Щецин (пол. Szczecin)

Структура на 1968 год:
- Портовая пограничная застава № 22 Куйоты (пол. Kujoty)
- Портовая пограничная застава № 23 Чайки (пол. Czajki)
- Портовая пограничная застава № 24 Големцино (пол. Golęcino)
- Резервная пограничная застава Щецин-Домбе[пол.]

## Казармы

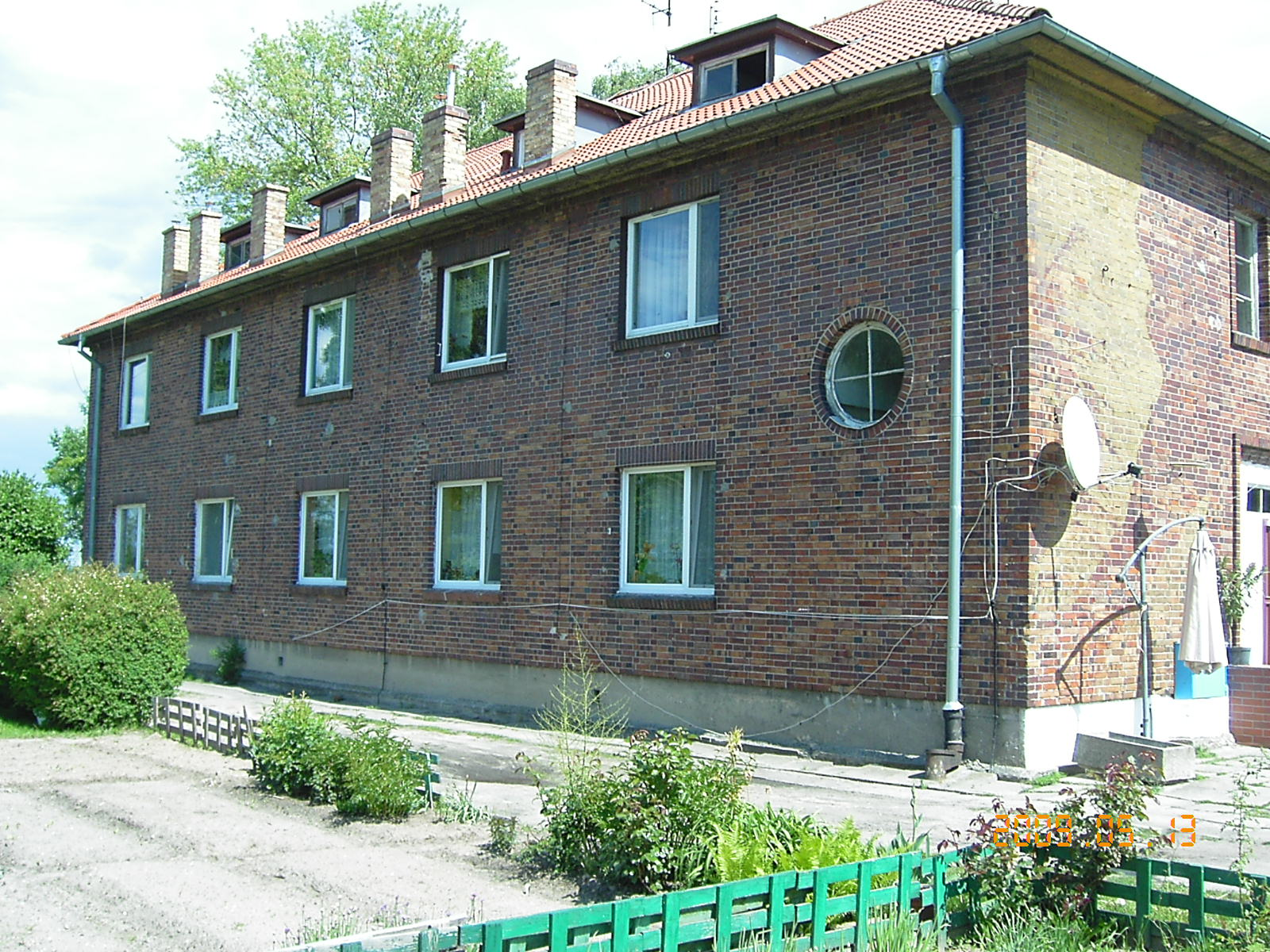
Казармы роты командования
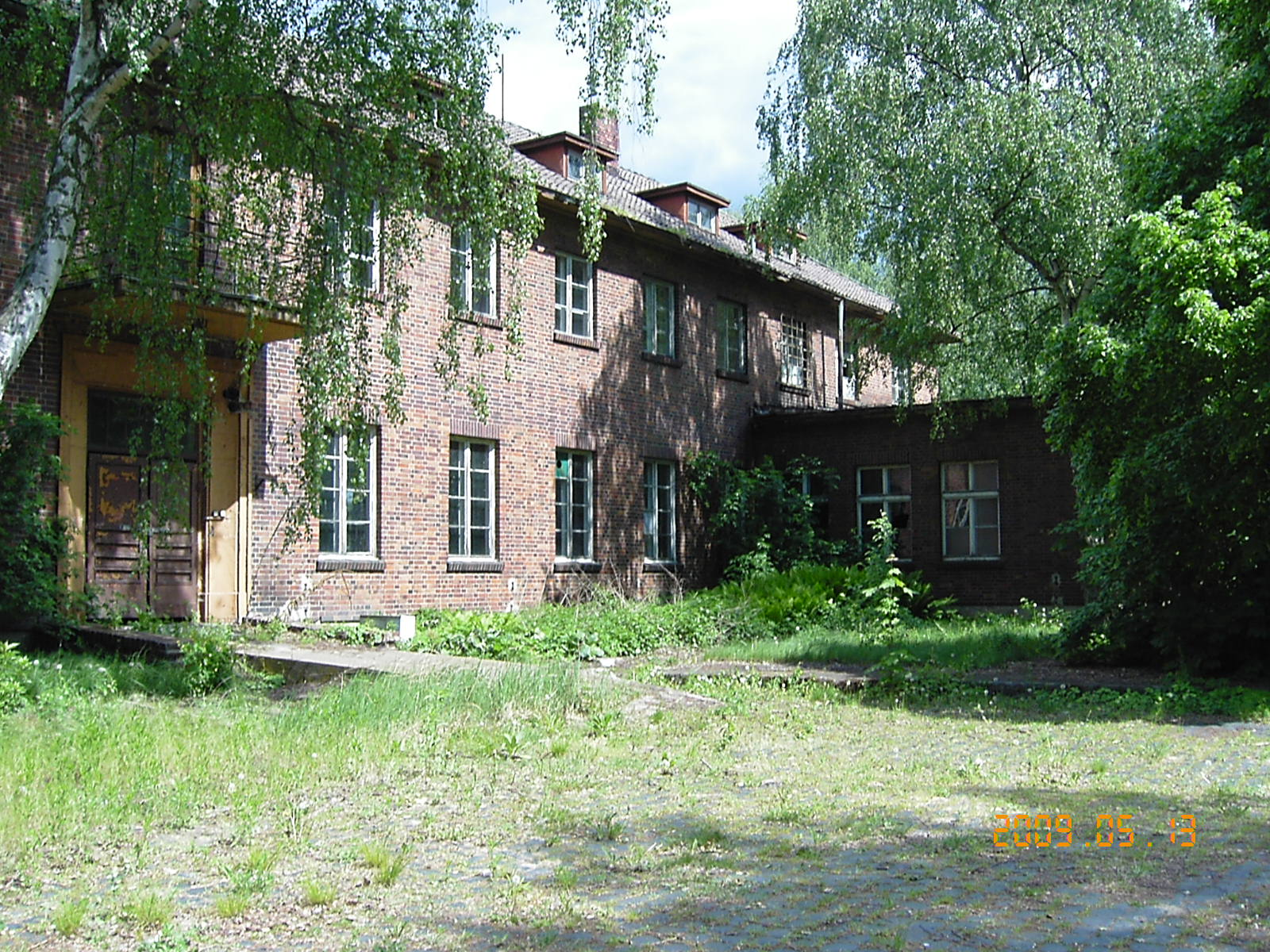
Столовая, актовый зал и клуб
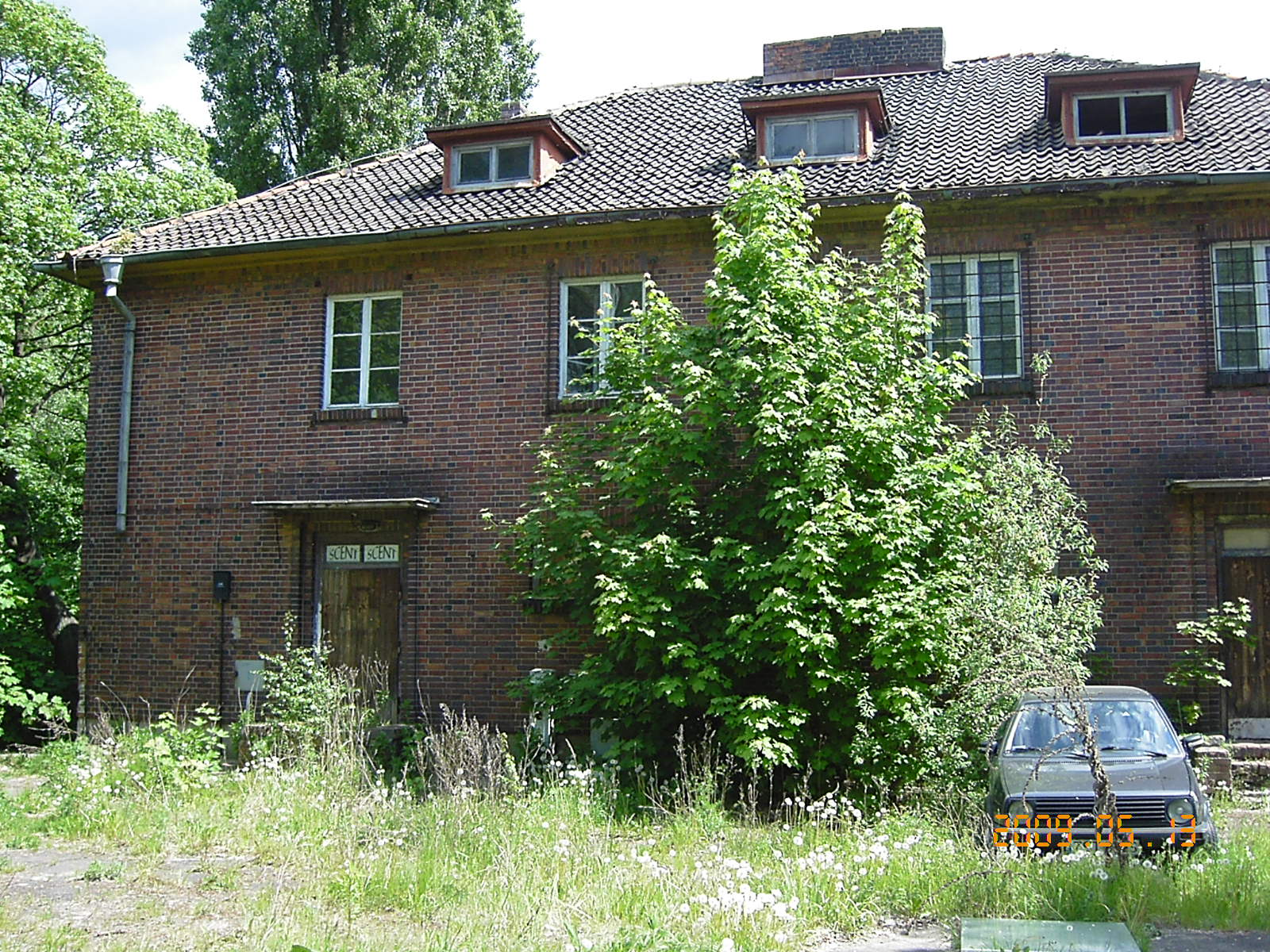
Дом квартирмейстера
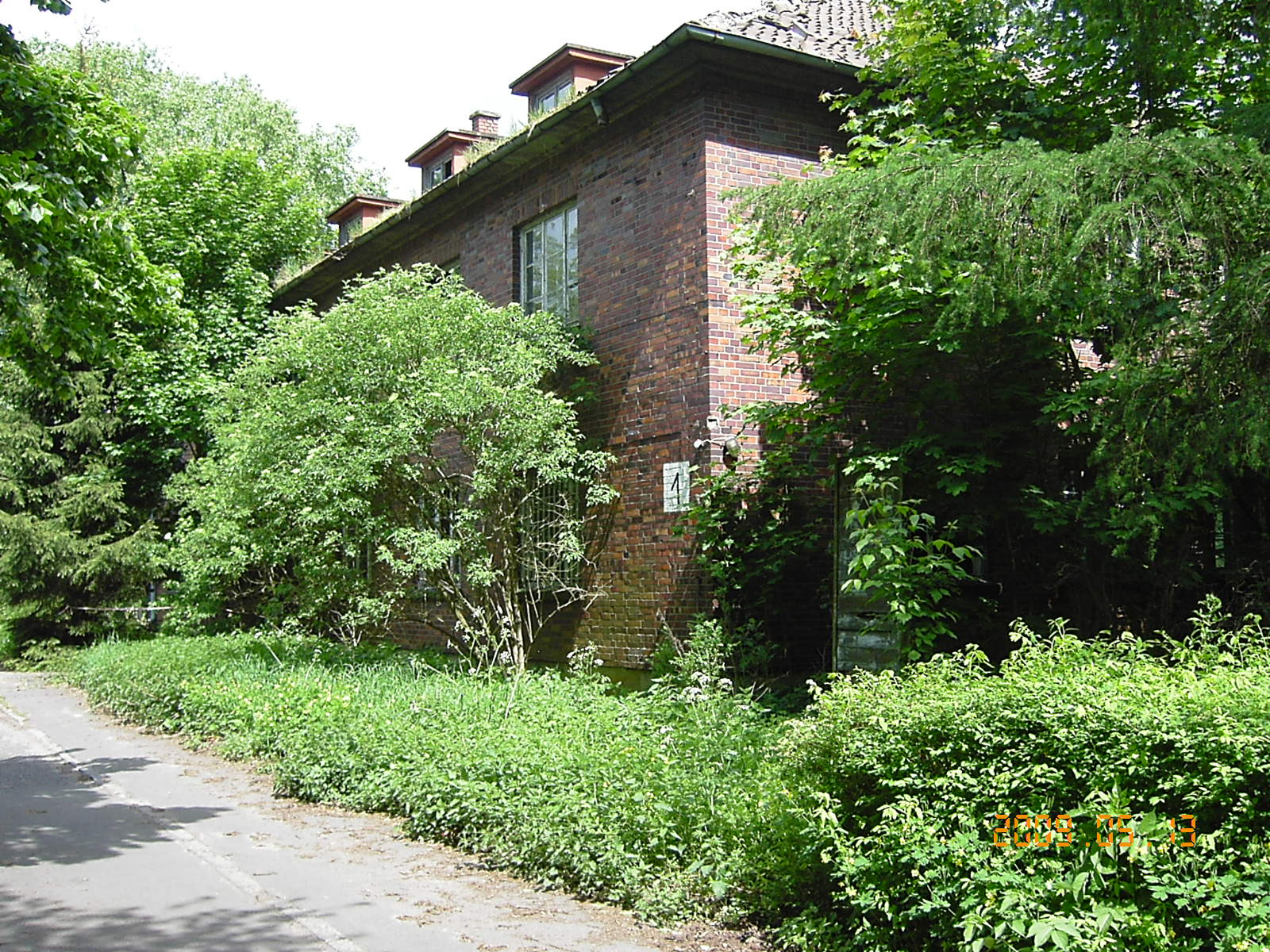
Здание командования
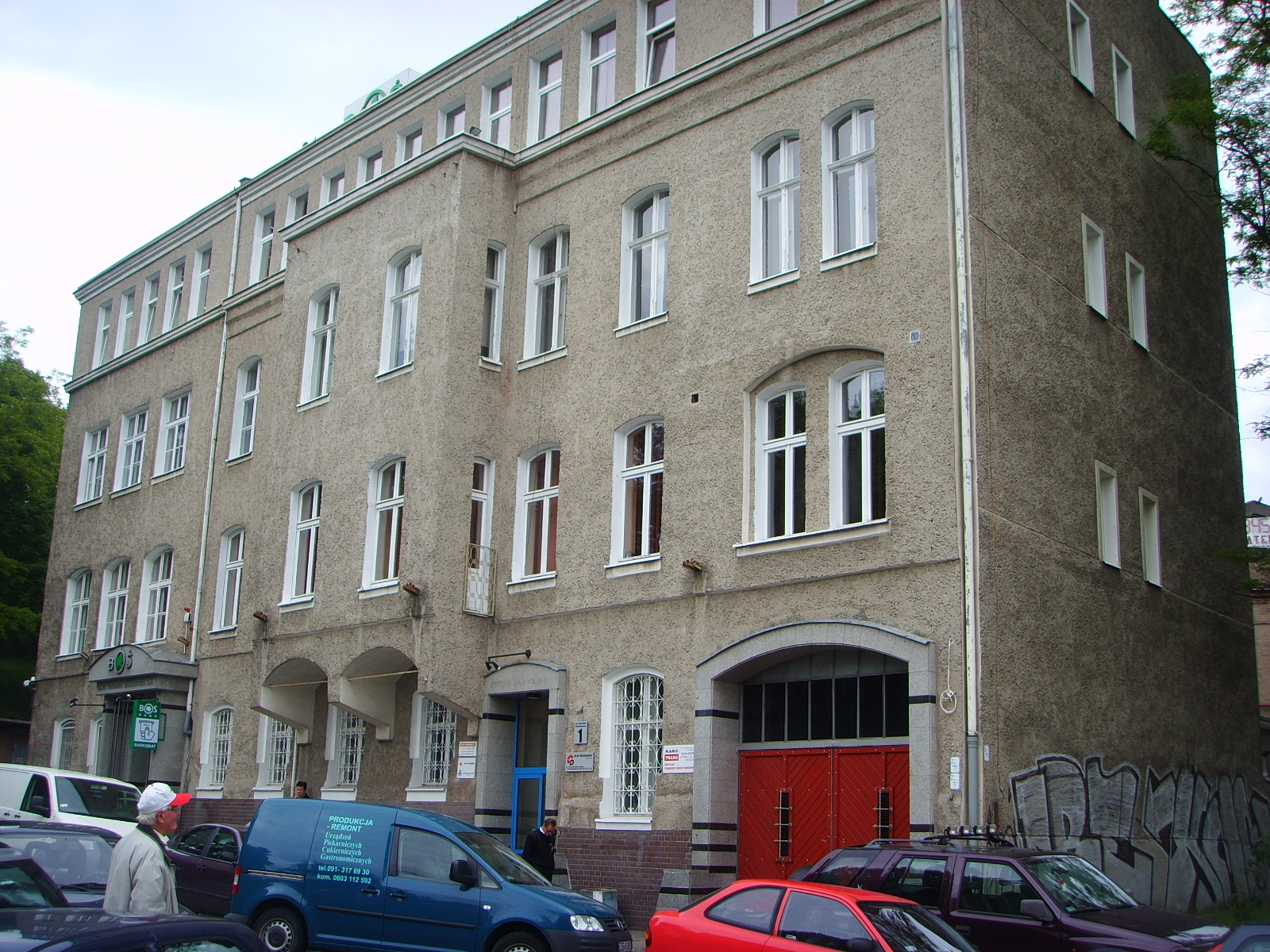
Первое здание командования батальона (Капитанская, 5)
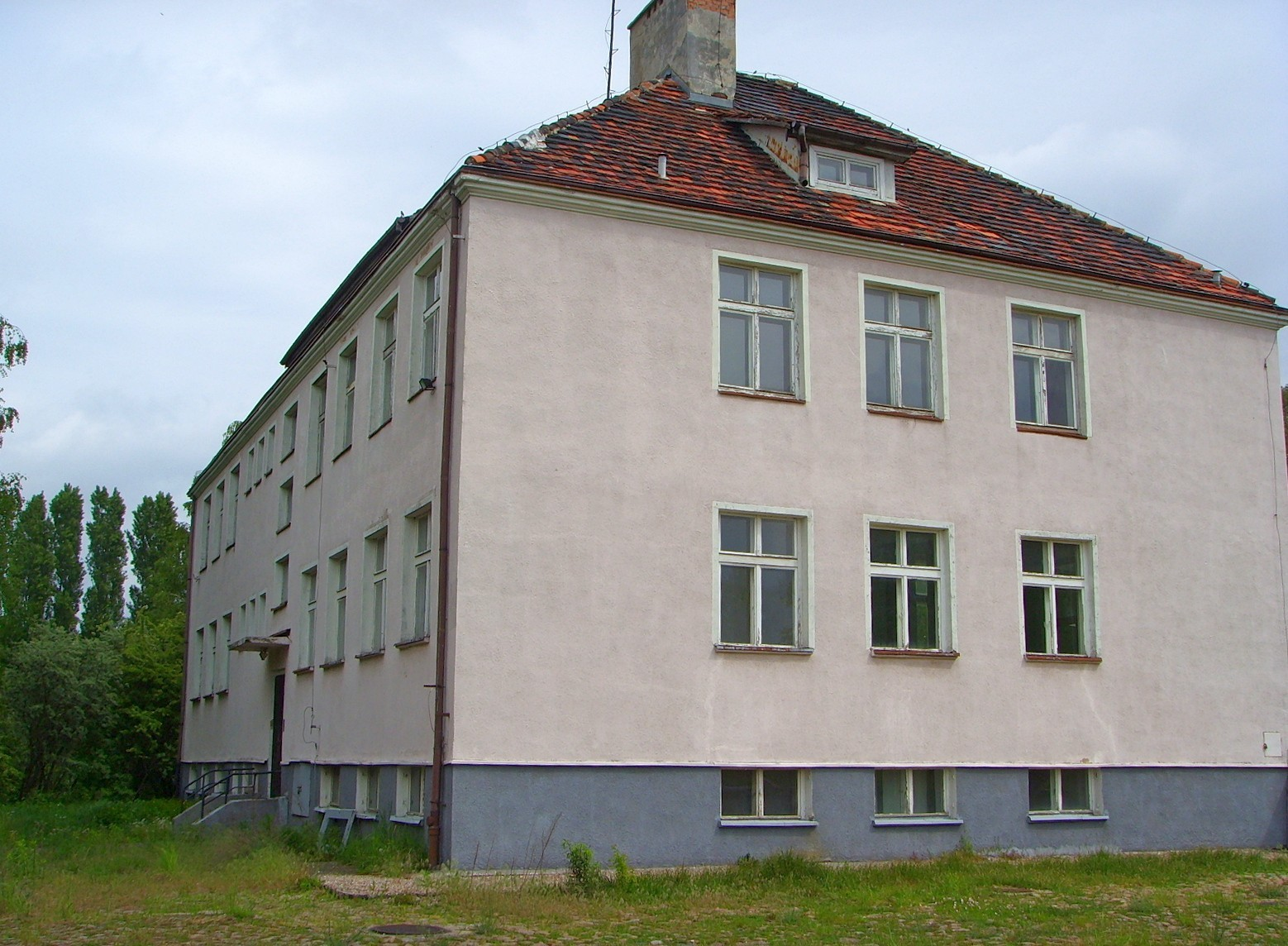
Пограничная застава Куйоты в 2009 году
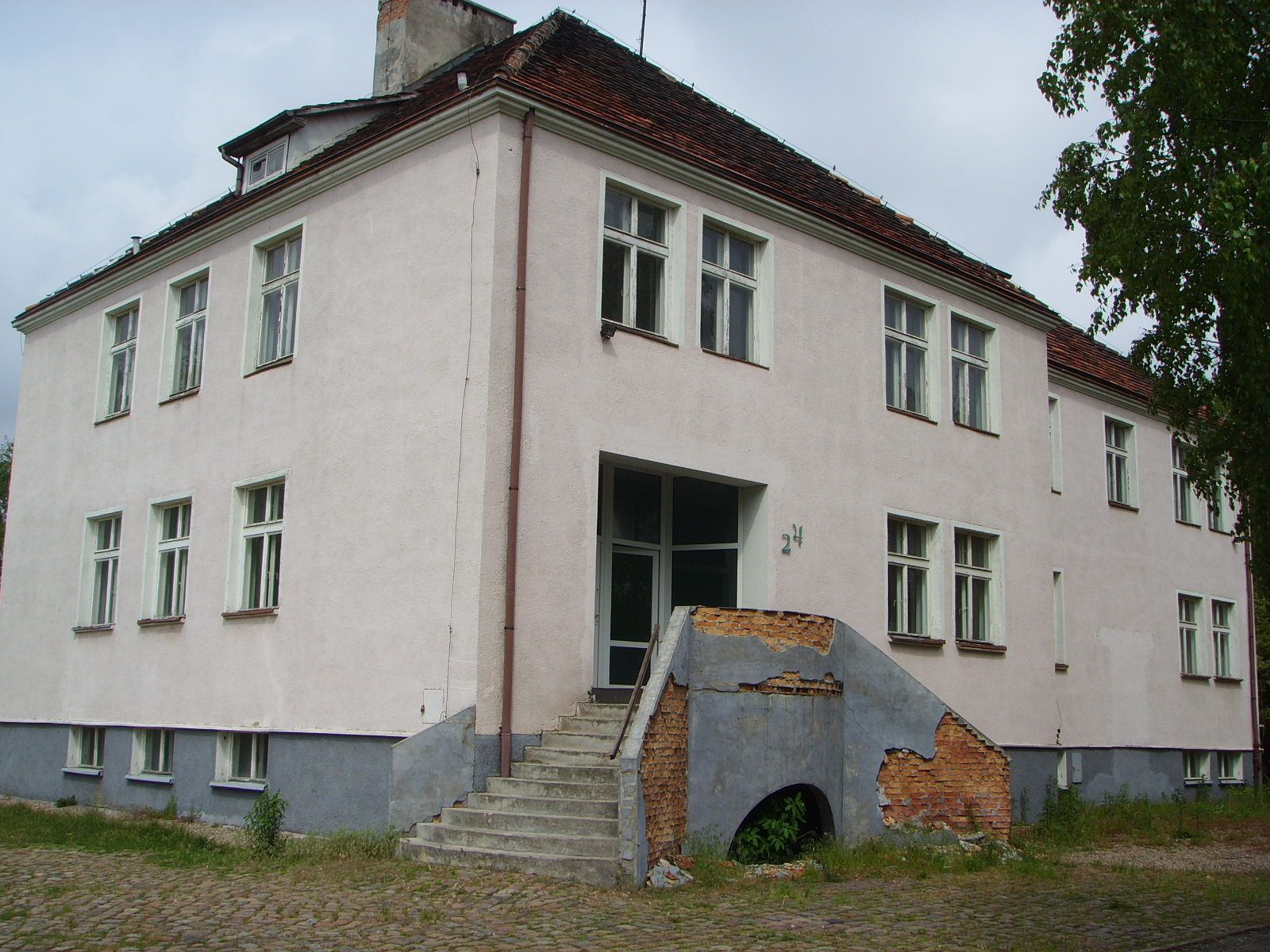
Пограничная застава Куйоты в 2009 году
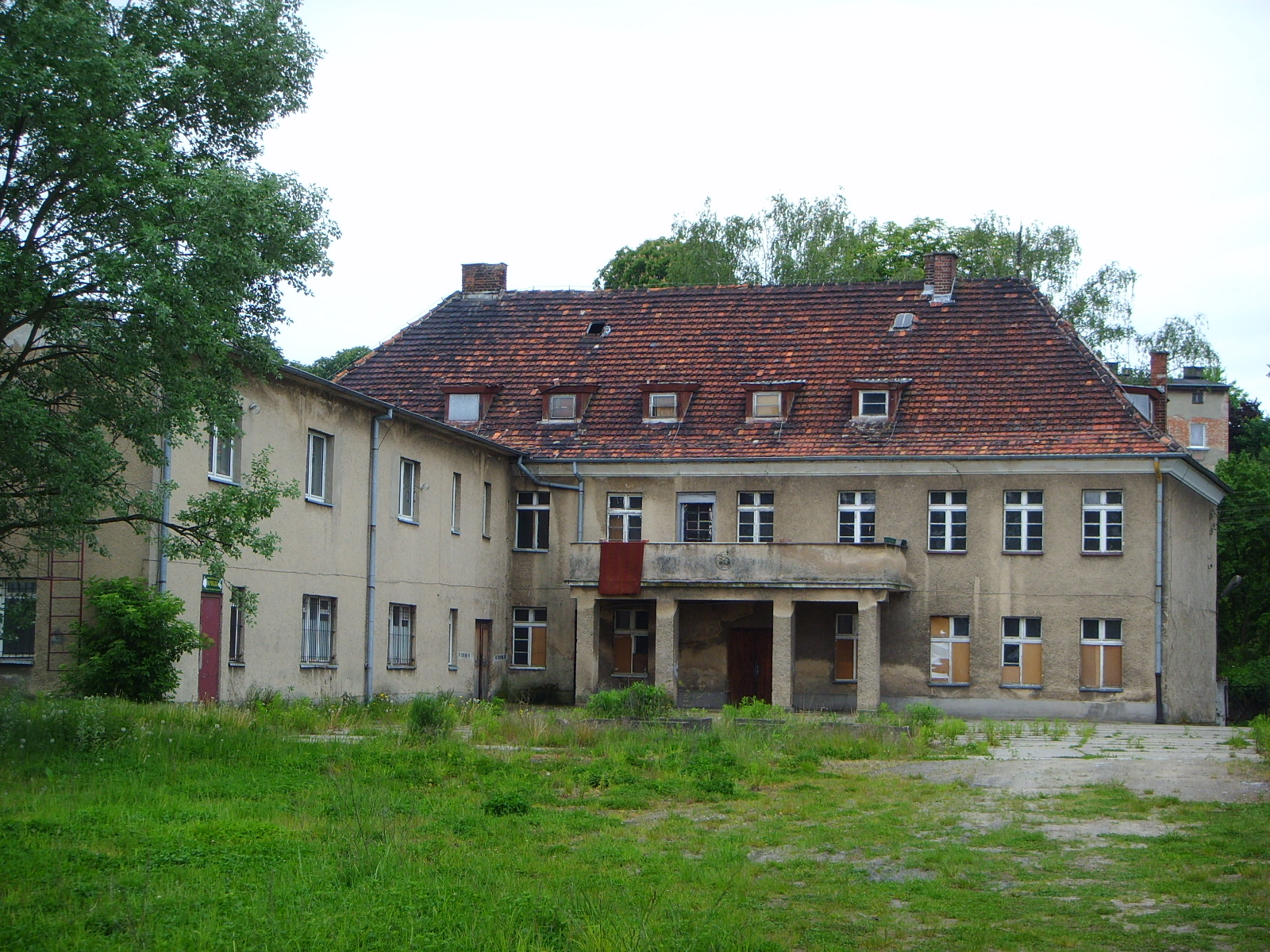
Пограничная застава Голенцино
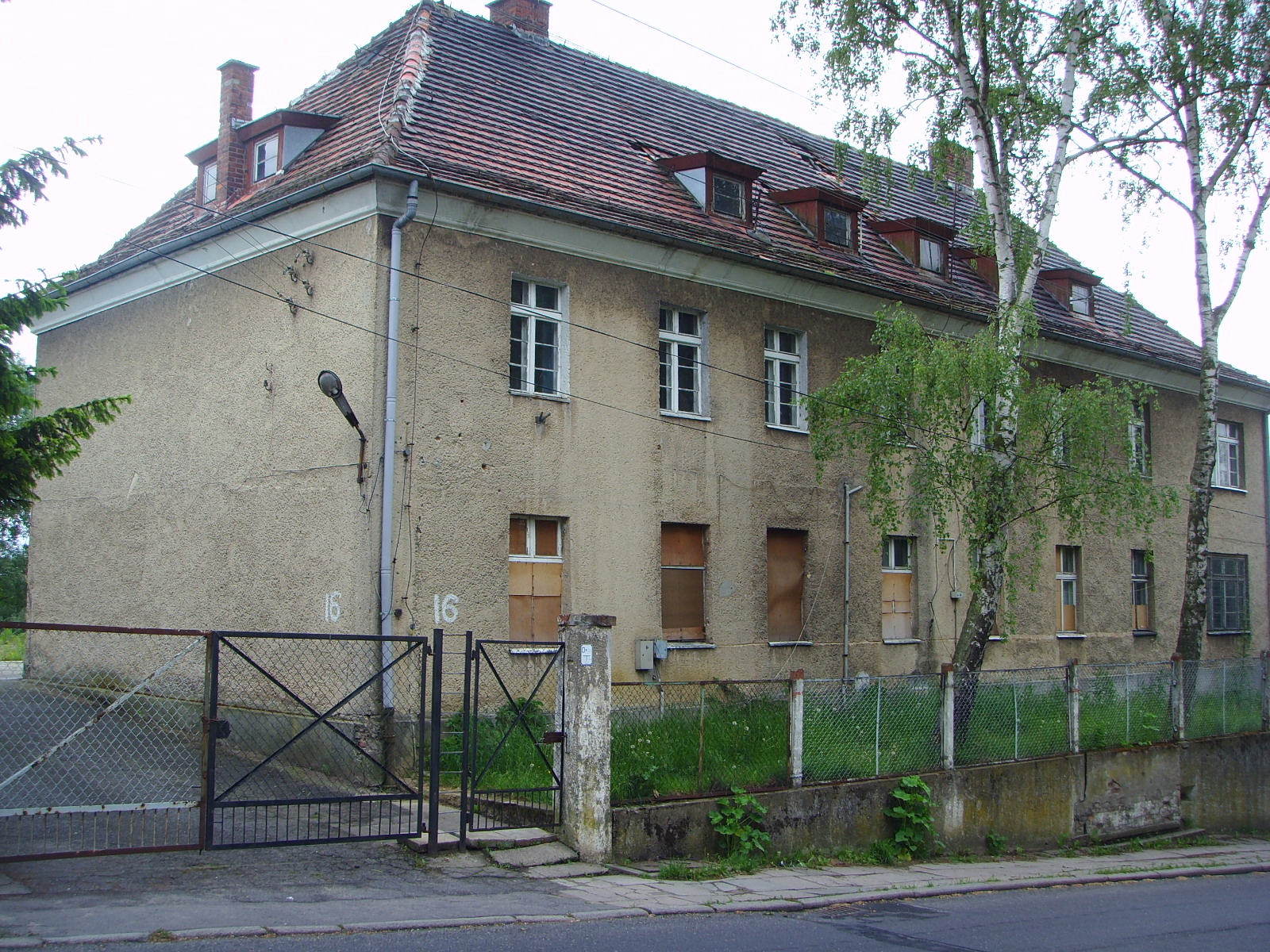
Пограничная застава Голенцино
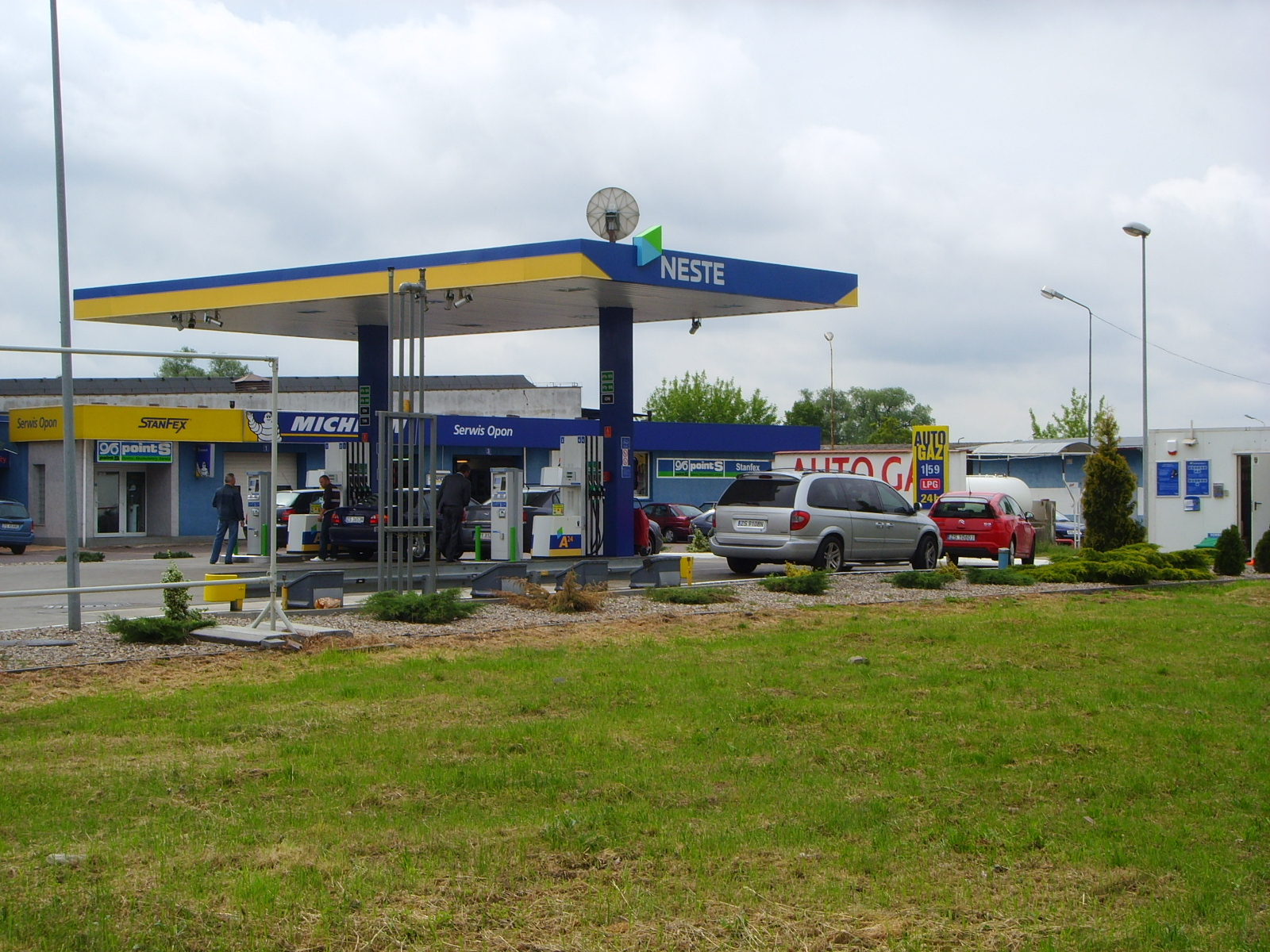
Место, где была пограничная застава Чайки